# Betty Madigan
Betty Madigan (nacida en 1928) es una excantante y actriz popular tradicional.    
Nacido en Washington D. C., Madigan asistió a la Universidad Católica. 

## Carrera
En 1954, Madigan fue calificada como "la vocalista femenina más nueva [con] mayores posibilidades de convertirse en uno de los nombres de vocalistas femeninas más importantes" en una encuesta de disc jockeys realizada por Billboard.  Ese año, apareció en The Red Skelton Hour, The Dave Garroway Show y The Colgate Comedy Hour. En 1956, interpretó a Martha Cratchitt en un episodio de 1956 de The Alcoa Hour llamado "The Stingiest Man in Town", una adaptación musical de A Christmas Carol de Charles Dickens.   Madigan actuó en The Ed Sullivan Show en 1957 y en The Dick Clark Show en 1958.
Una descripción de Madigan en una edición de 1959 de Gramophone decía que suena como Alma Cogan y también se parece a ella. 
En noviembre de 2018, Jasmine Records lanzó una recopilación de dos CD de sus sencillos grabados entre 1953 y 1961, con un total de 58 canciones.  Sepia Records también lanzó un CD que contiene dos de sus álbumes, "Am I Blue?" y "El cancionero de Jerome Kern" 

## Vida personal
Madigan vive en Bal Harbour, Florida, donde es socialmente activa. 

## Registros de éxito
- "Joey" (1954) (posición máxima en Cash Box n.º 22) (publicado por MGM Records con el número de catálogo 11716, con la otra cara "And So I Walked Home")[11]
- "Always You" (1954) (publicado por MGM Records con el número de catálogo 11812, con la otra cara "Ese fue mi corazón que rompiste")[11]
- "Dance, Everyone, Dance" (1958) - Billboard Hot 100 n.º 31 de EE. UU. (publicado por Coral Records con el número de catálogo 62007, con la otra cara "My Symphony of Love")[12]

## Otras lecturas
- Kleiner, Dick (March 22, 1954). "Dentistry Taught Via TV". The Pittsburgh Press.
- Eagle staff (May 24, 1956). "Juniors Present Betty Madigan at Annual Formal Dance for Seniors". American University Eagle.
- Chandler, David (Spring 2012). "The Stingiest Man in Town". The Dickensian.